# 永倉神社

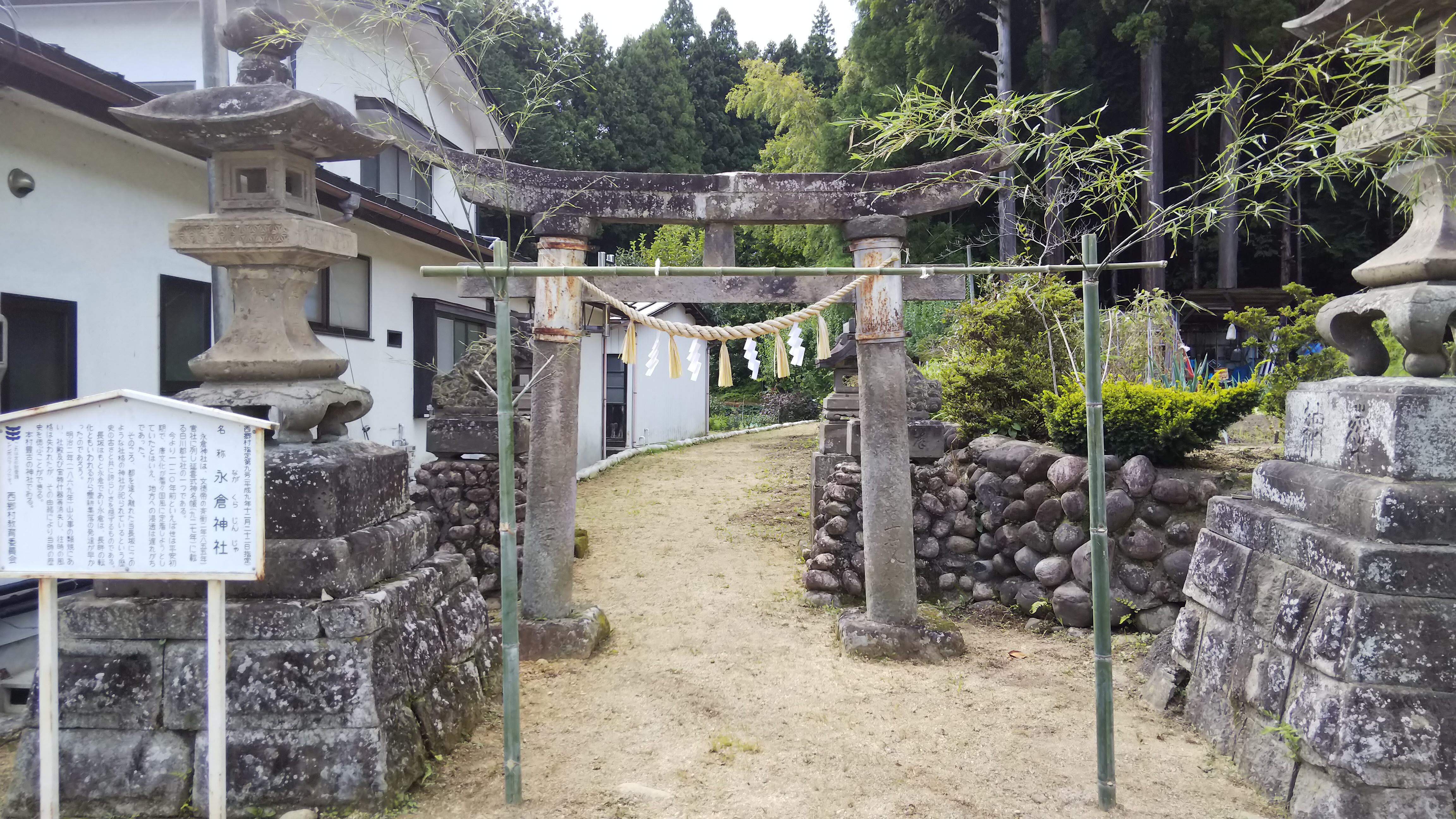
鳥居

永倉神社（ながくらじんじゃ）は、福島県西白河郡西郷村にある神社。式内小社で、旧社格は村社。

## 祭神
伊弉諾命を主祭神とし、熊野三神を合祀する。

## 歴史
創建年代は不詳。斉衡2年（855年）2月に官社に列したと記載があるため（『日本文徳天皇実録』）、それ以前の創建とされる。延長5年（927年）に編纂された延喜式神名帳に「陸奥國白河郡 永倉神社」と記載があり、小社に列している。
明治2年（1869年）山火事により社殿や社宝が焼失した。明治5年（1872年）神明宮から永倉神社に復号された。

## 境内
拝殿及び本殿は明治2年（1869年）の火災後の再建で、平成9年（1997年）に西郷村指定文化財に指定された。

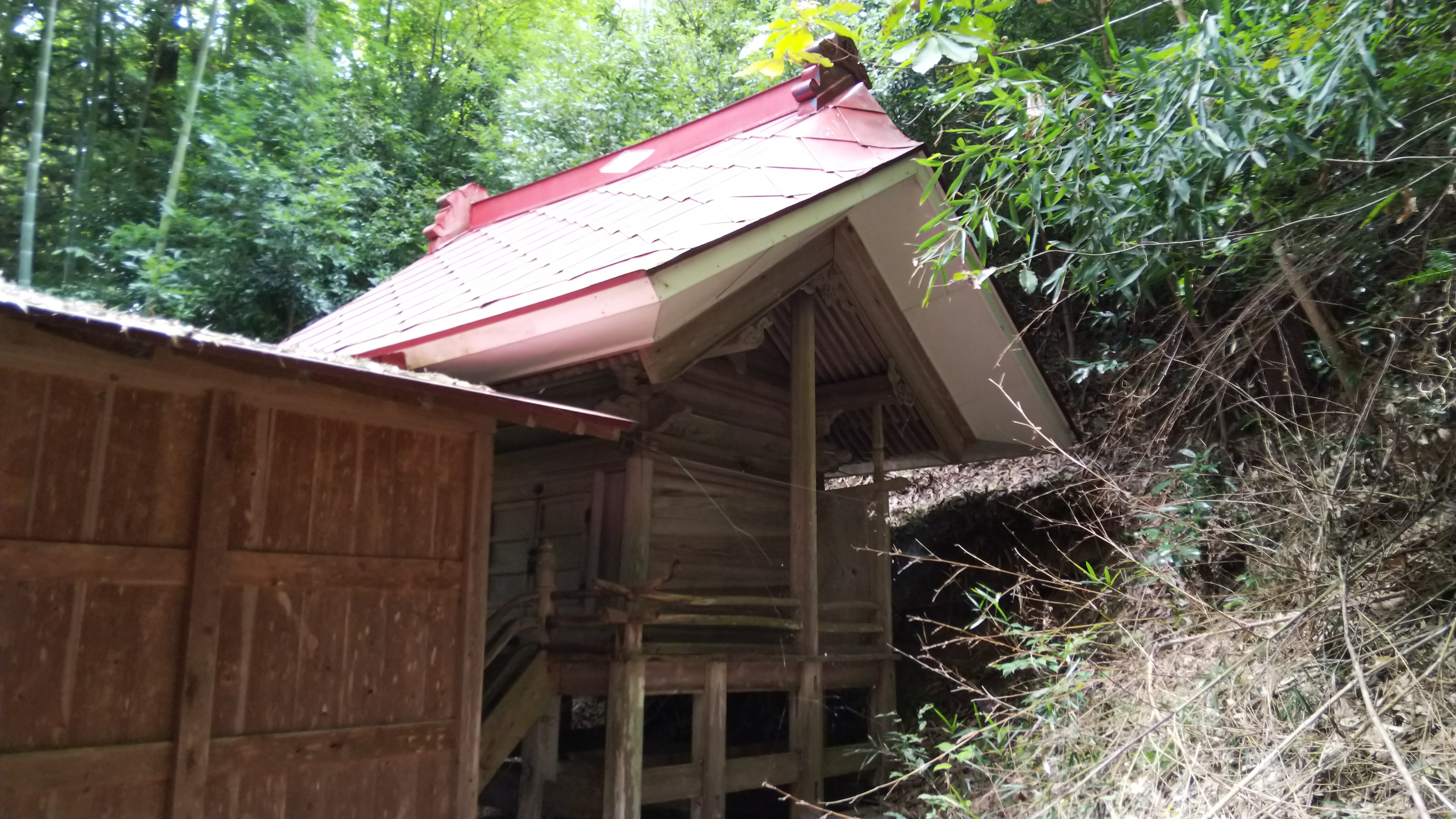
本殿
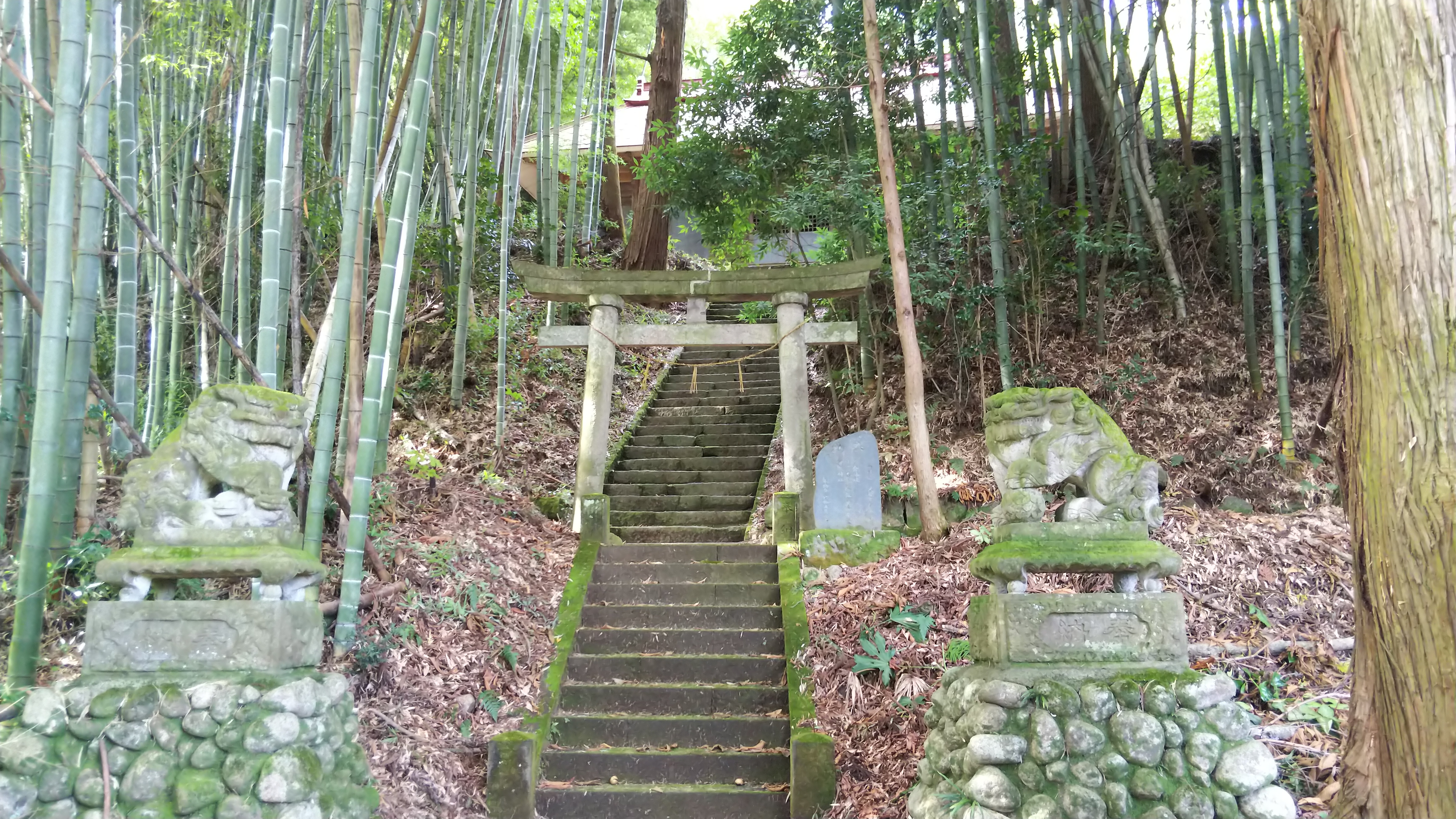
参道と階段
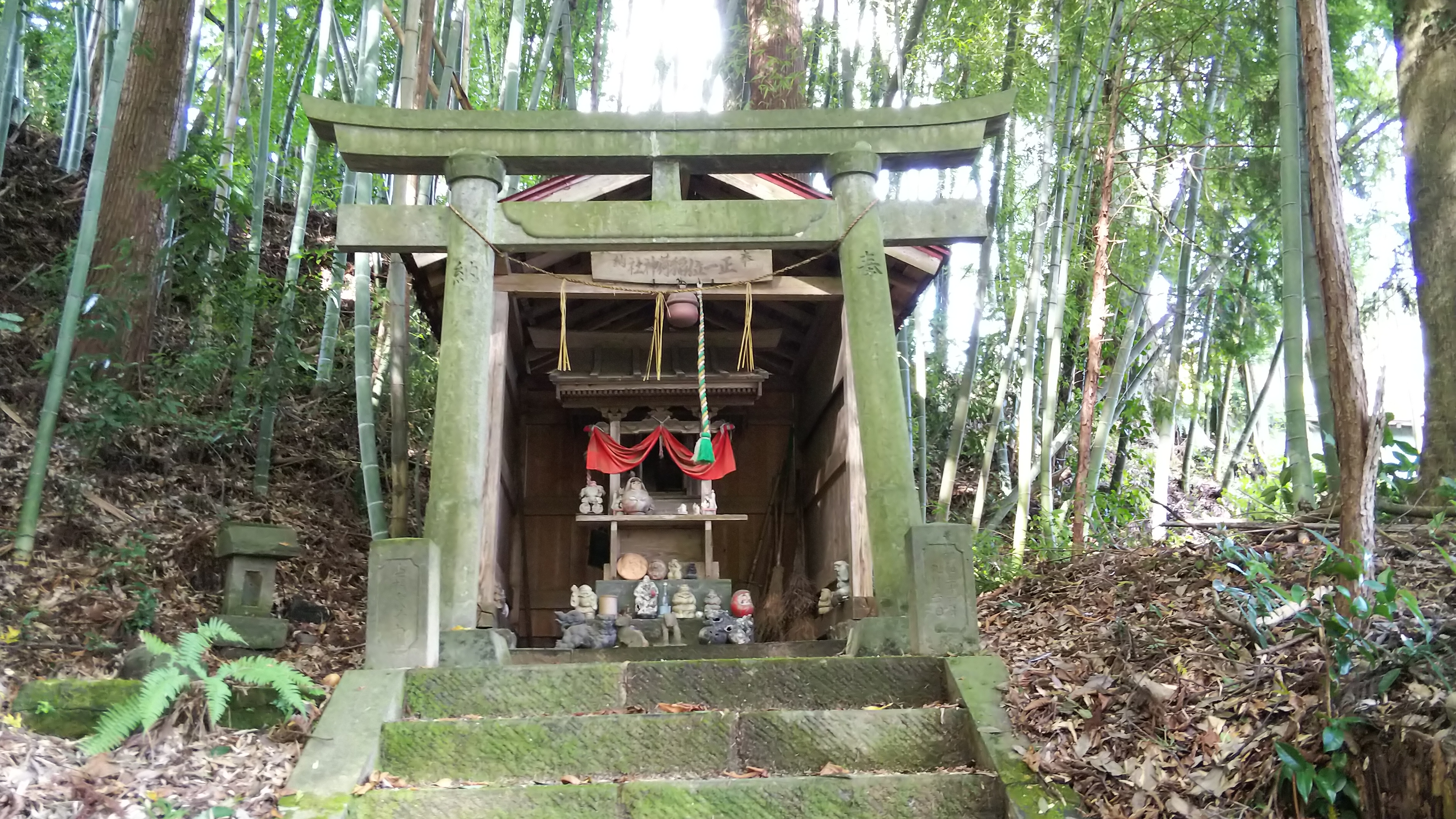
稲荷神社

## 交通アクセス
- JR東日本東北本線「白河駅」から北西へ2 km（徒歩約30分）
- JR東日本東北本線・東北新幹線「新白河駅」から北へ3 km（徒歩約40分）